# 山岡和美
山岡 かずみ（やまおか かずみ、1971年〈昭和46年〉7月17日 - ）は、ナレーター、アナウンサー。現性：田所。夫はフリーラジオディレクターの田所健太郎、義父は俳優の渥美清。

## 来歴
兵庫県尼崎市出身。その後、東京都に転居。1990年3月、神奈川県立氷取沢高等学校、東洋大学短期大学部日本文学科
1995年3月、成城大学経済学部経済・経営学科卒業後の同年4月、ニッポン放送に入社。同期は、現：ジャーナリスト、フリーアナウンサーである、元同局アナウンサーの手島里華。
主にバラエティ番組に出演しており、1995年11月5日から放送していた、ニッポン放送 平日夜のワイド番組であった『ゲルゲットショッキングセンター』では、「ジャネット山岡」名義で、金髪のかつらを被り、長い着けまつ毛を付けて、エレベーターガールの恰好をしていた。
プライベートでは1996年12月、出演していた番組スタッフだった田所と結婚を1997年1月8日放送の『ゲルゲットショッキングセンター』番組内で報告。その後、1997年に娘を出産。2002年にニッポン放送を退職。その後、ナレーション専業に転身し、洒落に所属していたが、後に事務所を退社。フリーで活動を行っている。

## 出演番組

### ニッポン放送時代

#### ラジオ
- ゲルゲットショッキングセンター（アシスタント） - 1995年11月5日 - 1997年4月3日
- 高田文夫のラジオビバリー昼ズ（アシスタント）※金曜 - 1996年10月 - 1998年9月
- 山岡かずみのサウンドコレクション
- いまに哲夫のジョイフルモーニングニッポン※代理アシスタント - 1999年9月
- 情報スカイだいば※火曜（1999年）、木曜（2000年）担当
- テリーとうえちゃんのってけラジオ※コーナー担当

#### テレビ
- LF+Rモーニング YOUNG LIVE JAPAN（BSフジ・フジテレビ739）※水曜パーソナリティ（カズミ名義） - 2000年12月 - 2001年9月

#### ラジオCM
- ヤマダ電機
- アリコジャパン
- 扶桑社
- 日産・ステージア
- スリーエフ
- ヤクルト
- JAいばらき
- 箱根登山鉄道
- タイトー「声優になろう！」パブリシティ
- スパ&リゾート九十九里 太陽の里
- 東京天然温泉・古代の湯
- フクシン「アークフラッシュ」
- シンガポール政府観光局 パブリシティ
- 徳間書店
- 東京都議会インフォマーシャル
- 厚生労働省「自殺予防・いのちの電話」

### フリー以後

#### テレビ
- 女子アナ歌って踊って大暴露（日本テレビ）
- 以下ナレーション
  - あさチャン!（TBSテレビ）日本一周きわめびと名鑑
  - ノンストップ!（フジテレビ）シェフのごはん、ボイスオーバー
  - グッドモーニング!（テレビ朝日）
  - スッキリ!!ボイスオーバー（日本テレビ）　
  - 体感!奇跡のリアルタイム（読売テレビ）
  - マカフシ2ボイスオーバー（日本テレビ）
  - メイドインJAPANボイスオーバー（TBSテレビ）
  - 世界のおもしろ映像！ボイスオーバー（日本テレビ）2014年 - 2016年

#### CM
- アマンダランライズ

## イベントMC
- 東京ミレナリオ ライブ
- 日本工学院専門学校（放送・映画科）番組制作
- 人力舎公開イベント
- ホリプロお笑いライブ
- ローソン女子アナ弁当イベント
- LIVE UFO 内田有紀ミュージカル
- お天気キャスター トークイベント
- タレント・モデルFACE オーディション
- 試写会イベント
- 柏レイソル ゲームアナウンス